# Vitalina Varela
Vitalina Varela es una actriz de Cabo Verde.

## Biografía
Vitalina nació en Cabo Verde y se casó con Joaquín Varela en la década de 1980, quien falleció en 2013. Tuvieron dos hijos. Debutó cinematográficamente con un pequeño papel en la película Horse Money de Pedro Costa en 2014. Después de hacerse amigo de Varela durante el rodaje, y cuando la conoció, Costa se dio cuenta de que se merecía su propia película. 
En el 2019 se interpretó a sí misma en Vitalina Varela, dirigida por Costa. El personaje de Varela estaba casado con un hombre y estaban construyendo una casa, pero este desapareció misteriosamente. Casi 40 años después, ell deja Cabo Verde rumbo a Lisboa para encontrarlo, solo para descubrir que él murió la semana anterior. Su personaje visita su apartamento en los suburbios donde conoce a un sacerdote. Ambos debaten sobre la naturaleza de la humanidad y su esposo, y ella frecuentemente ofrece sombríos monólogos dirigidos al fantasma de su esposo.
La historia se basa en las experiencias reales de Varela, ya que en realidad llegó a Lisboa tres días después de la muerte de su marido. Peter Bradshaw, de The Guardian, elogió su actuación por mostrar "una dignidad enormemente imperturbable y una mirada límpida". Joe Morgenstern de The Wall Street Journal escribió que "el rostro de Varela es tan expresivo como el de una estrella de cine mudo". Varela recibió el premio a la Mejor Actriz en el Festival de Cine de Locarno, mientras que la película recibió el premio Leopardo de Oro a la mejor película.

## Filmografía
- 2014: Horse Money
- 2019: Vitalina Varela